# 以芙利尖塔清真寺
以芙利尖塔清真寺（土耳其語：Yivli Minare Camii，字面意思為「凹槽宣禮塔清真寺」）通常也被稱作阿拉丁清真寺或是烏魯清真寺（Ulu Camii，即「大清真寺」之意），該建物是由魯姆蘇丹國的蘇丹凱庫巴德一世下令於安塔利亚修築的庫里耶複合建築群，除了清真寺的功能之外，還設有一間伊斯蘭學校、給梅夫拉維教團托缽僧居住的房舍以及妮嘉爾·哈屯的陵墓。清真寺位於安塔利亞的內城堡中心（舊城區），寺中的宣禮塔裝飾有深藍色的瓷磚，是當地天際線最醒目的地標，2016年被列入土耳其世界遺產预备名单。

## 歷史
以芙利尖塔清真寺完工於1230年，並在1373年進行第二次整體建物的重建，清真寺內獨立式的宣禮塔高度長達38米（125英尺），塔樓蓋在方形的石製基座上，外觀呈現古雅的磚紅色，塔身則由8道圓柱狀的建築結構所組成，高塔內部另蓋有90層的階梯，可徒步登上頂端的瞭望台。
該寺最初興建於1225年前後塞爾柱王朝蘇丹凱庫巴德一世的統治時期，原始的清真寺建築於14世紀時被摧毀，1373年再度由哈米德侯國的統治者在拜占庭帝国時期教堂的基礎上改建為現今所見的建物。以芙利尖塔清真寺共有六個半圓形的屋頂，是安那托利亞地區最古老的多穹頂建築之一。
今日的清真寺內部設有1974年開幕的安塔利亞民族博物館，內部展出各式衣物、廚具、刺繡、掛毯和織布機、襪子、麻袋、基里姆地毯、飾品以及遊牧用的帳篷等眾多歷史文物。

## 圖集

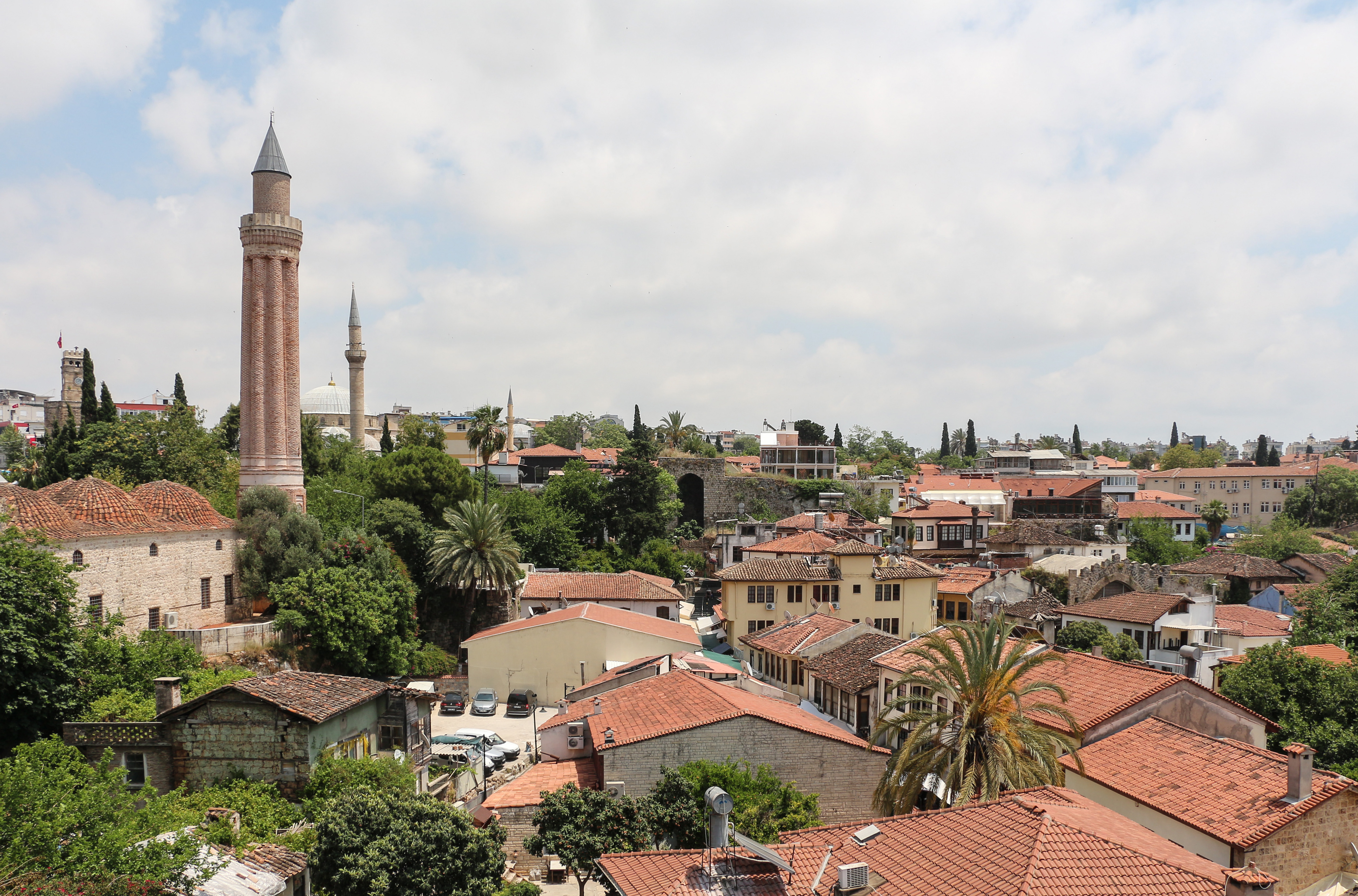
清真寺與舊城區
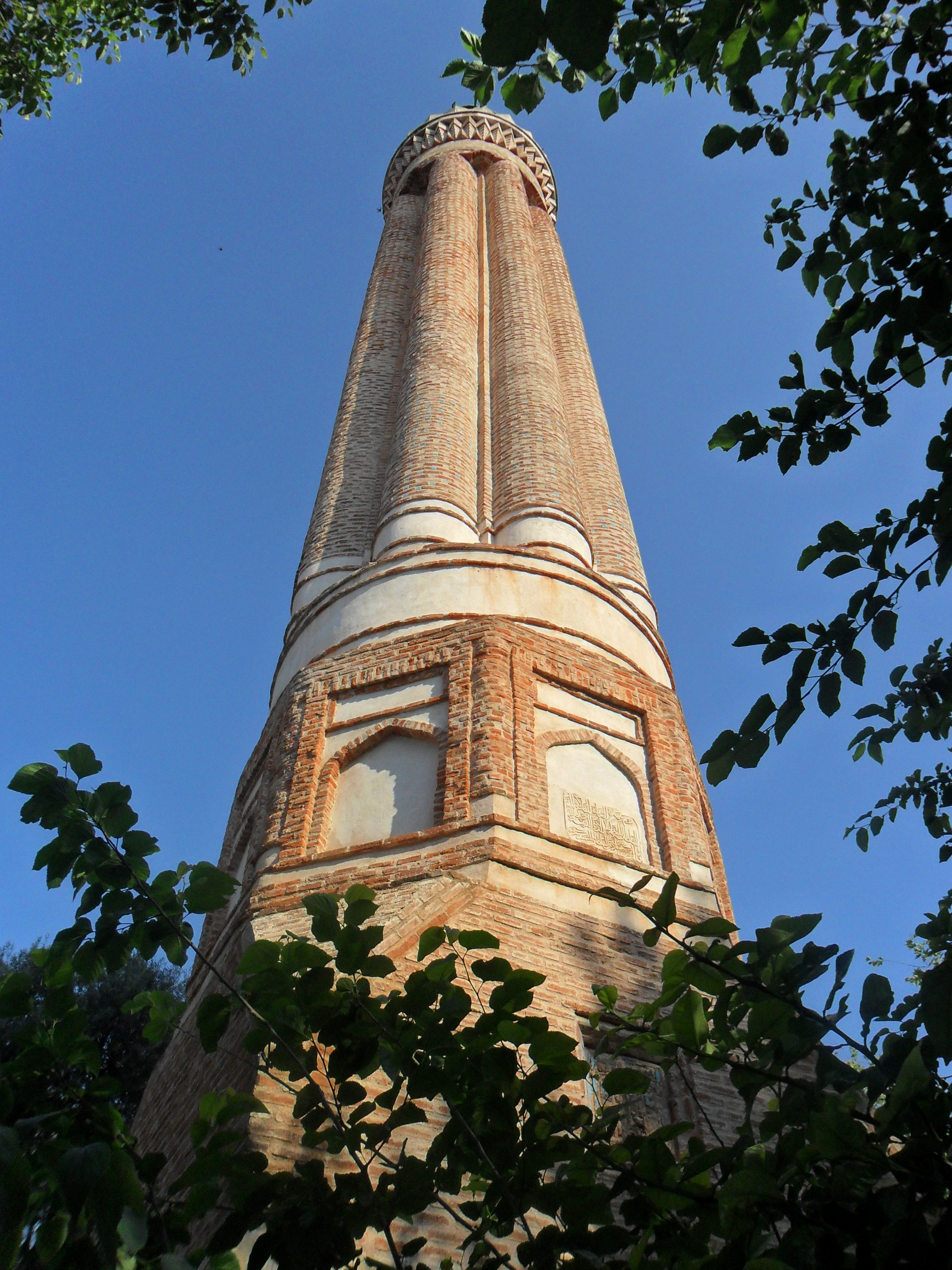
仰視清真寺尖塔
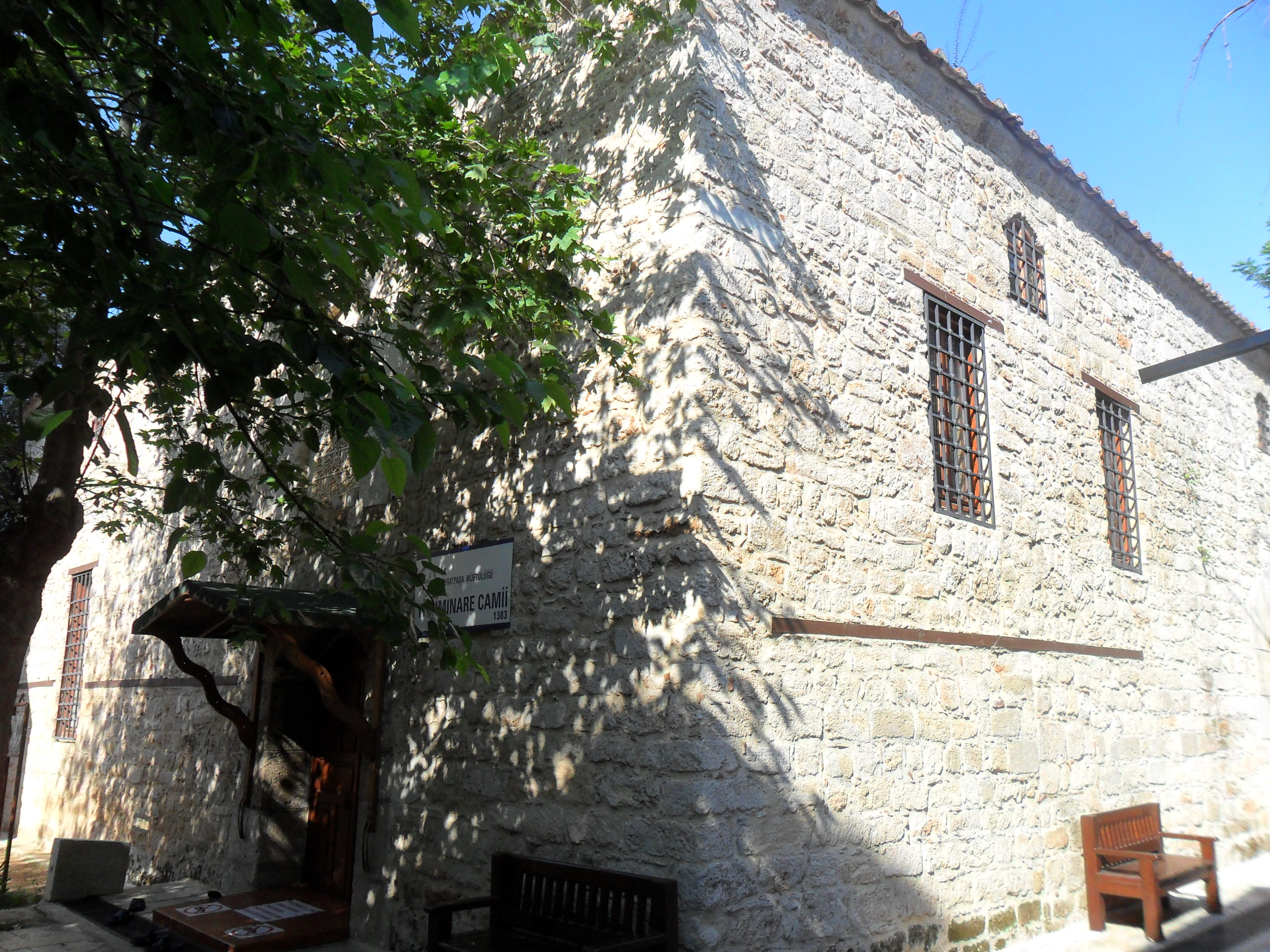
清真寺的牆壁
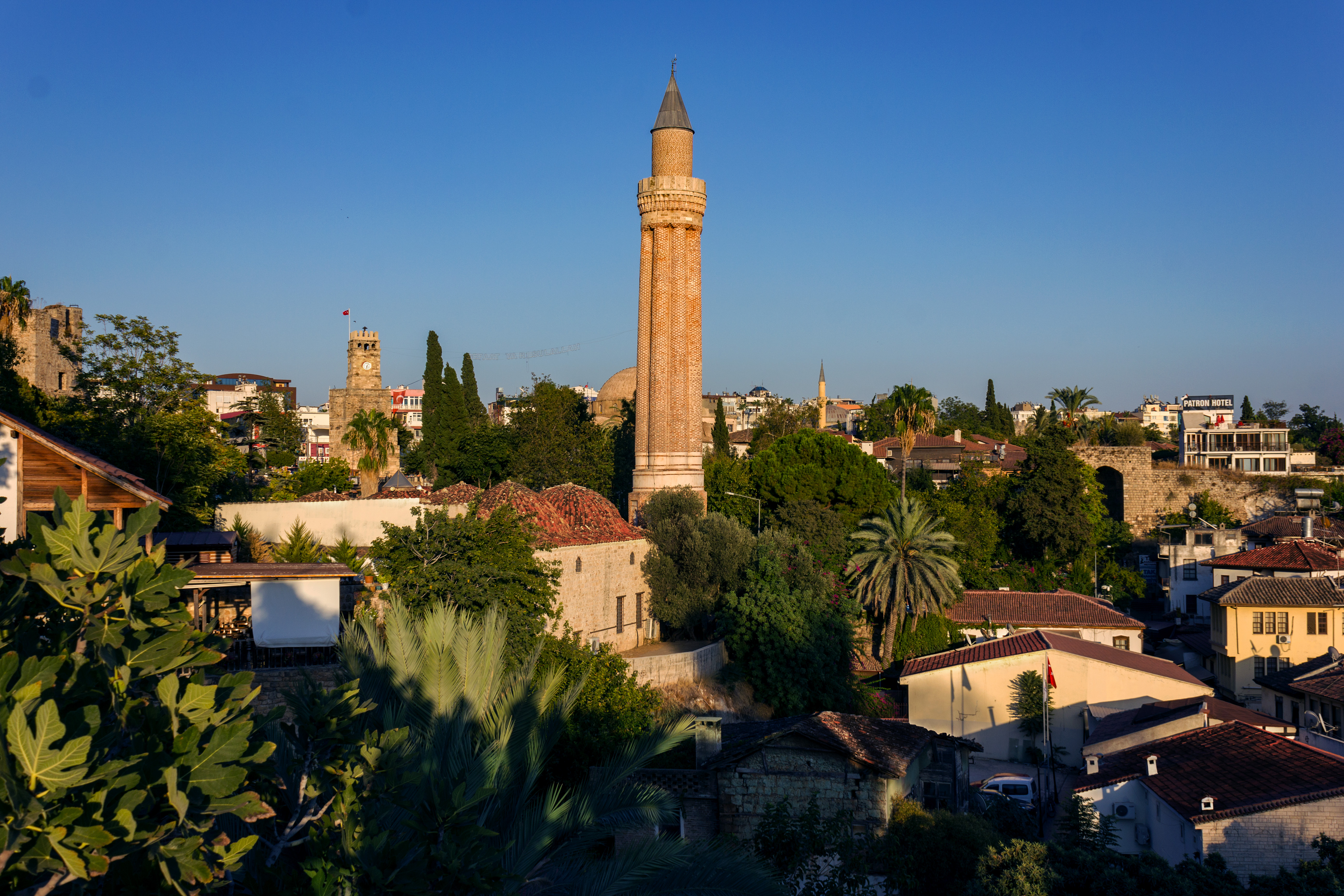
遠眺清真寺
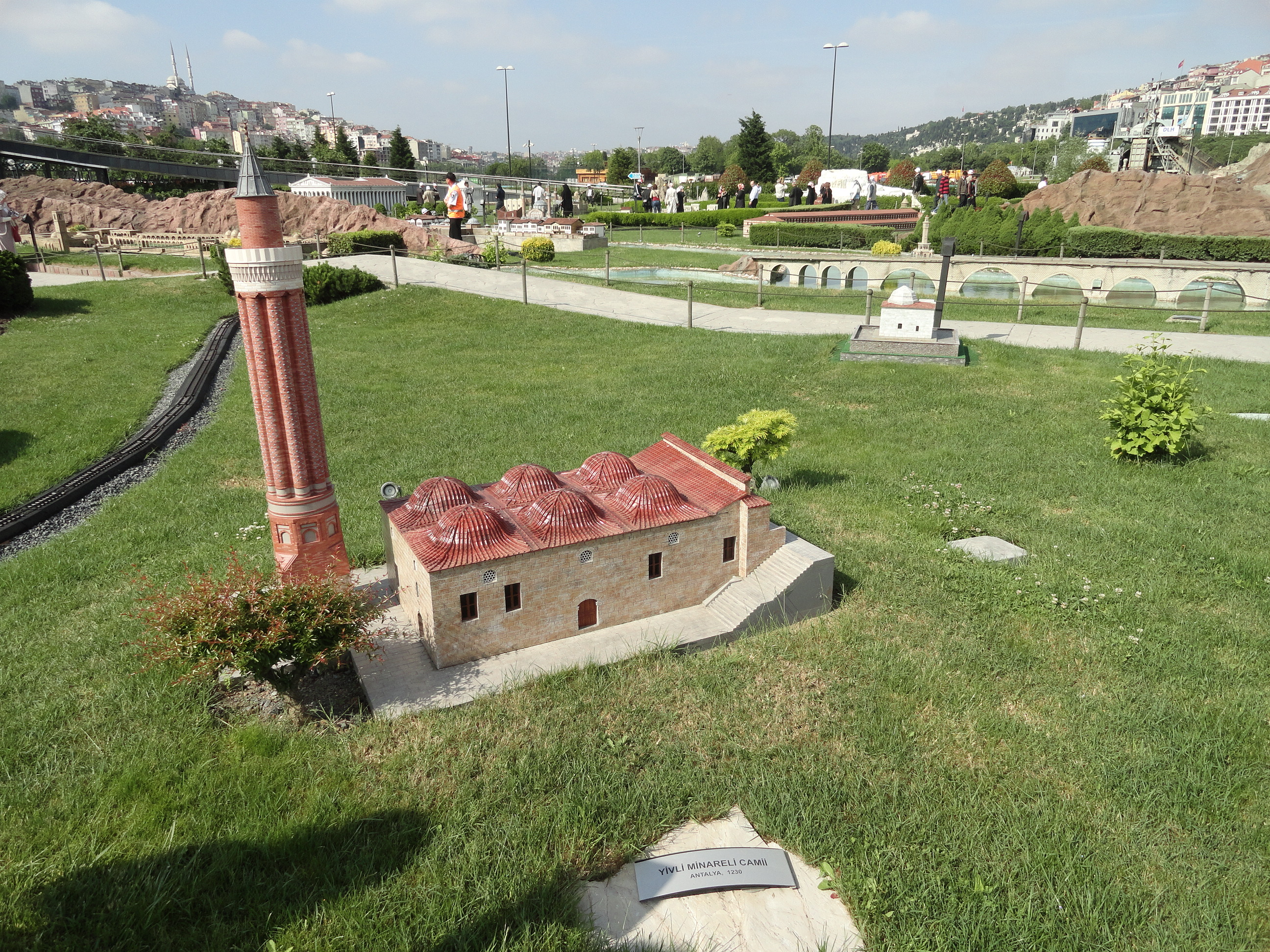
清真寺的縮小版模型

## 外部連結
- . Archnet. （原始内容存档于2013-07-07）.
- Pictures of the mosque（页面存档备份，存于）
- Structurae数据库中以芙利尖塔清真寺的数据

36°53′11″N 30°42′16″E / 36.88639°N 30.70444°E